# Кратыш, Илана
Илана Кратыш (ивр. אילנה קרטיש‎; р. 6 июля 1990) — израильская спортсменка, борец вольного стиля, призёр чемпионатов Европы и Европейских игр.

## Биография
Родилась в 1990 году в семье репатриантов из Санкт-Петербурга. Воспитанница тренера Виктора Зильбермана. В 2013 году стала серебряным призёром чемпионата Европы, в 2014 году повторила этот результат. В 2015 году завоевала серебряную медаль Европейских игр. В 2016 году вновь  завоевала серебряную медаль на чемпионате Европы по вольной борьбе в весовой категории до 69 кг.